# HMS Implacable (R86)

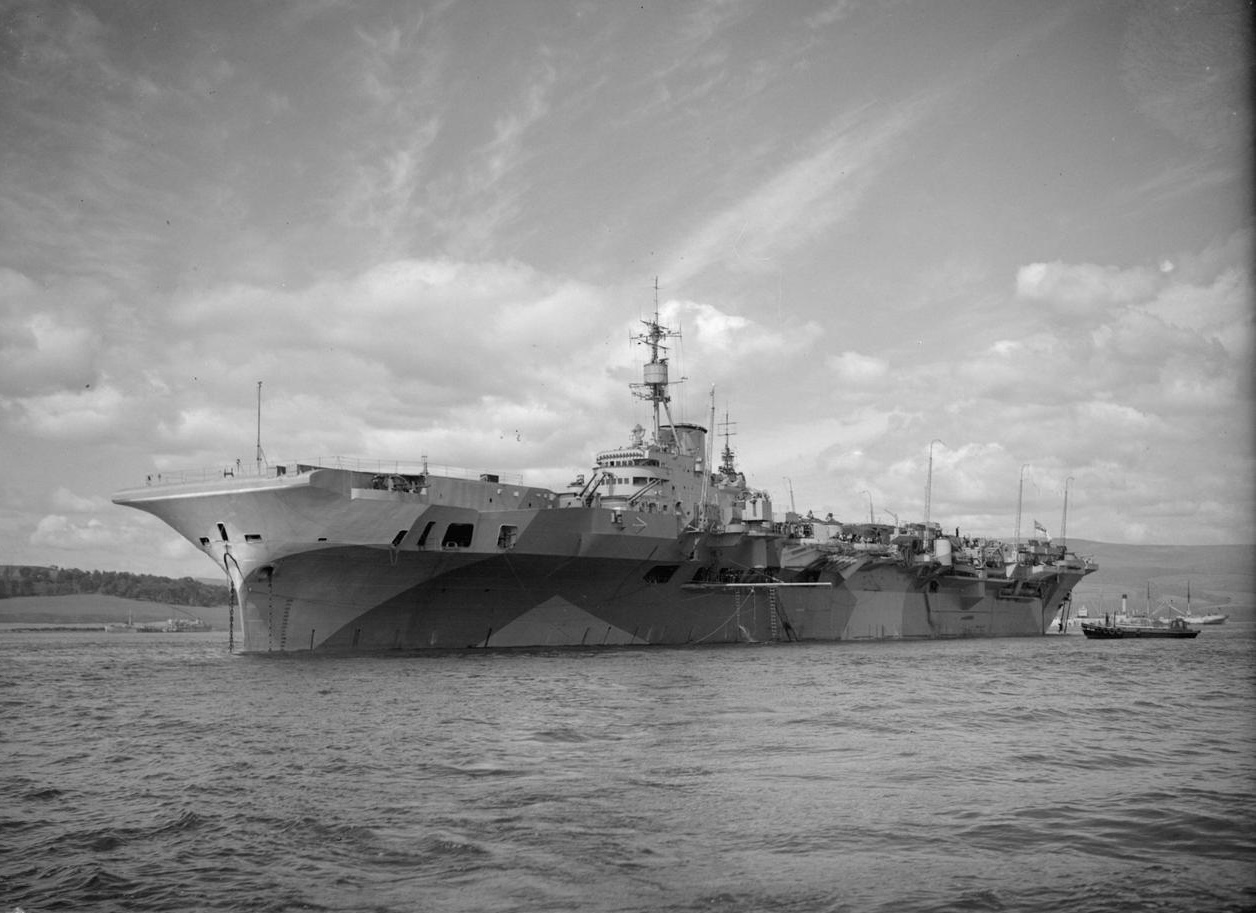
HMS Implacable till ankars vid Greenock, 14 juni 1944.

HMS Implacable var ett hangarfartyg av Implacable-klass i brittiska Royal Navy. Fartyget började byggas den 21 februari 1939 och togs i bruk den 28 augusti 1944. Hon togs ur tjänst den 1 september 1954 och skrotades året efter. 

## Historia
Fartyget sjösattes vid Fairfields skeppsvarv vid Clydeside tre månader efter hennes systerfartyg Indefatigable och var tydligt avsedd för brittiska Stillahavsflottan. Hennes första befälhavare var kapten Lachlan Mackintosh från Mackintosh, men han ersattes av kapten Charles Hughes-Hallett före avgång till Fjärran Östern.
Efter att hon togs i tjänst genomförde hon anfall på det tyska slagskeppet Tirpitz i slutet av 1944. Den 27 november 1944 bombade Fairey Barracuda-plan från hangarfartyget två norska fartyg M/S Rigel och S/S Korsnes som transporterade allierade krigsfångar, men misstogs för att vara tyska trupptransporter. Vid händelsen som kallas Rigel-katastrofen dödades 2 571 man, vilket gör detta till en av de största katastroferna till havs någonsin.

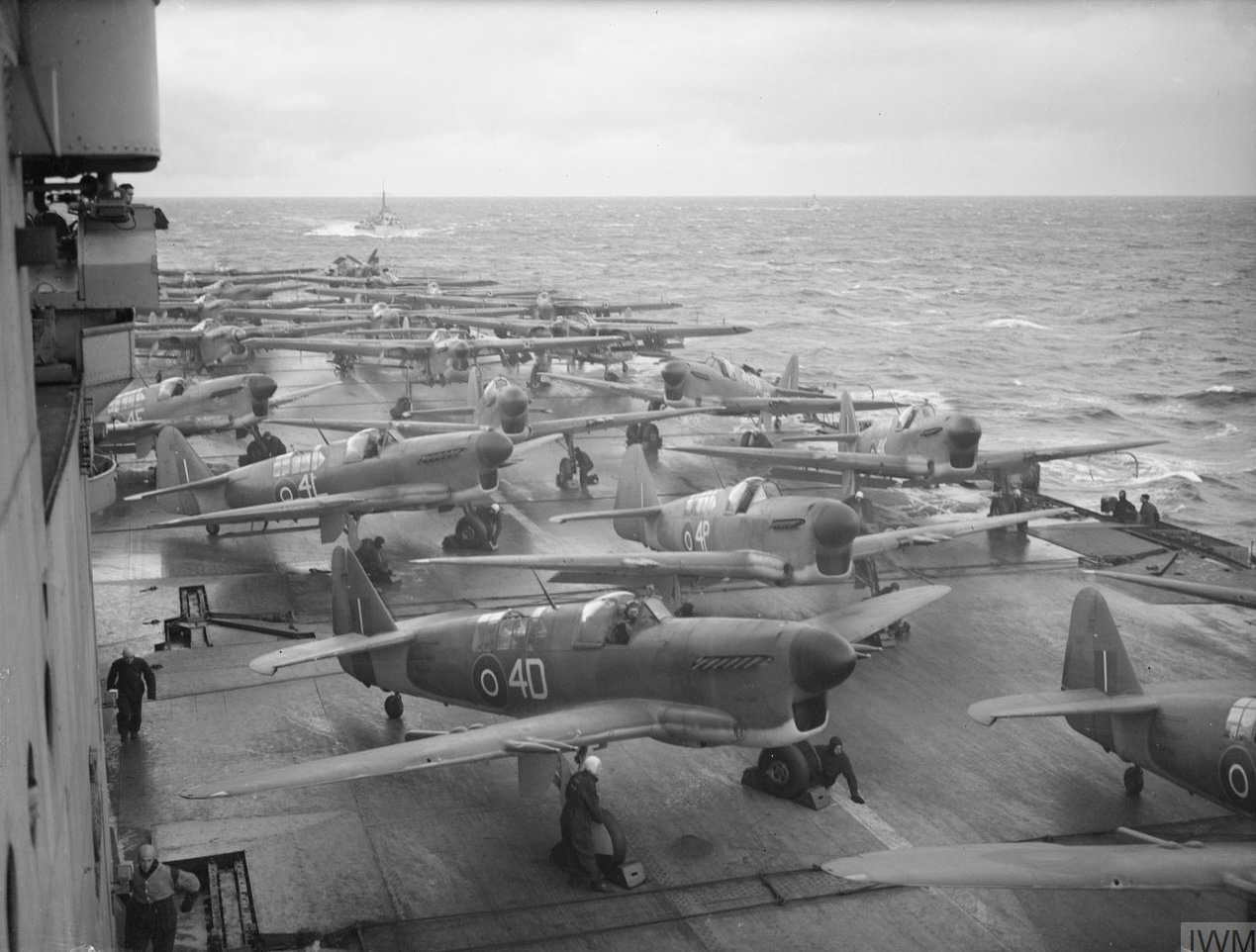
Royal Navy Fleet Air Arm Avengers, Seafires och Fireflies på hangarfartyget HMS Implacables. Andra enheter av Royal Navy kan ses i bakgrunden.

Implacable anlöpte Sydney den 8 maj 1945 (Segerdagen). Hon anslöt sig till brittiska Stillahavsflottans hangarfartygseskader som ersättning för HMS Illustrious, som skulle återgå till Storbritannien för en större ombyggnation.
Andra typer av flygplan som Implacable opererade var Fairey Firefly, Supermarine Seafire och Grumman Avenger.
Hennes första operation som en del av brittiska Stillahavsflottan var emot japanska flygfält på Truk i Karolinerna.
Fartyget förblev i Stilla havet efter krigsslutet och blev flaggskepp för sir Philip Vian när han tog över som viceamiral i Stillahavsflottan under en tid. Hon återvände till Storbritannien i tid för segerparaden.

### Flygförband ombord
- 30 Naval Fighter Wing: 800 NAS, 801 NAS (1943-1945)
- 8th Carrier Air Group:  801 NAS, 828 NAS, 880 NAS, 1771 NAS (1945-framåt)

I mars 1945 fanns följande 81 flygplan ombord: 48 Seafires, 21 Avengers och 12 Fireflies.